# Haussimont
Haussimont is een gemeente in het Franse departement Marne (regio Grand Est) en telt 174 inwoners (1999). De plaats maakt deel uit van het arrondissement Châlons-en-Champagne.

## Geografie
De oppervlakte van Haussimont bedraagt 17,0 km², de bevolkingsdichtheid is 10,2 inwoners per km².
De onderstaande kaart toont de ligging van Haussimont met de belangrijkste infrastructuur en aangrenzende gemeenten.

## Demografie
Onderstaande figuur toont het verloop van het inwonertal (bron: INSEE-tellingen).